# مسيرة فخر إسطنبول

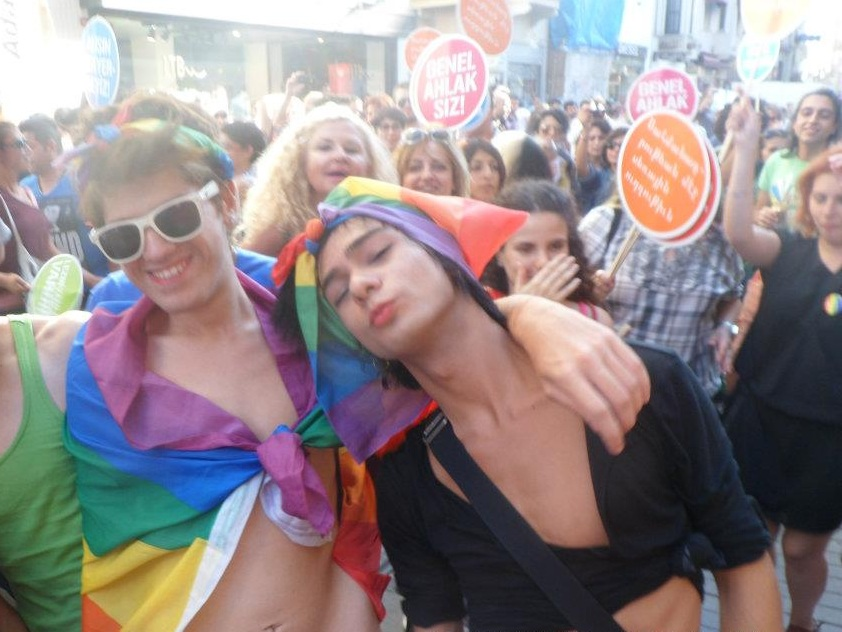
موكب فخر المثليين في 29 مايو 2012، شارع الاستقلال بإسطنبول.

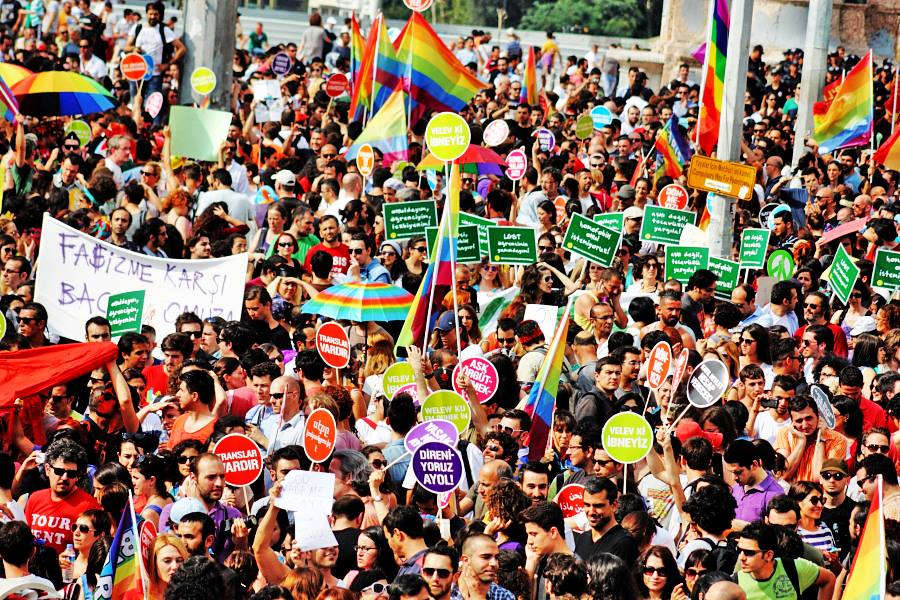
موكب فخر المثليين في إسطنبول عام 2013، ميدان تقسيم بإسطنبول.

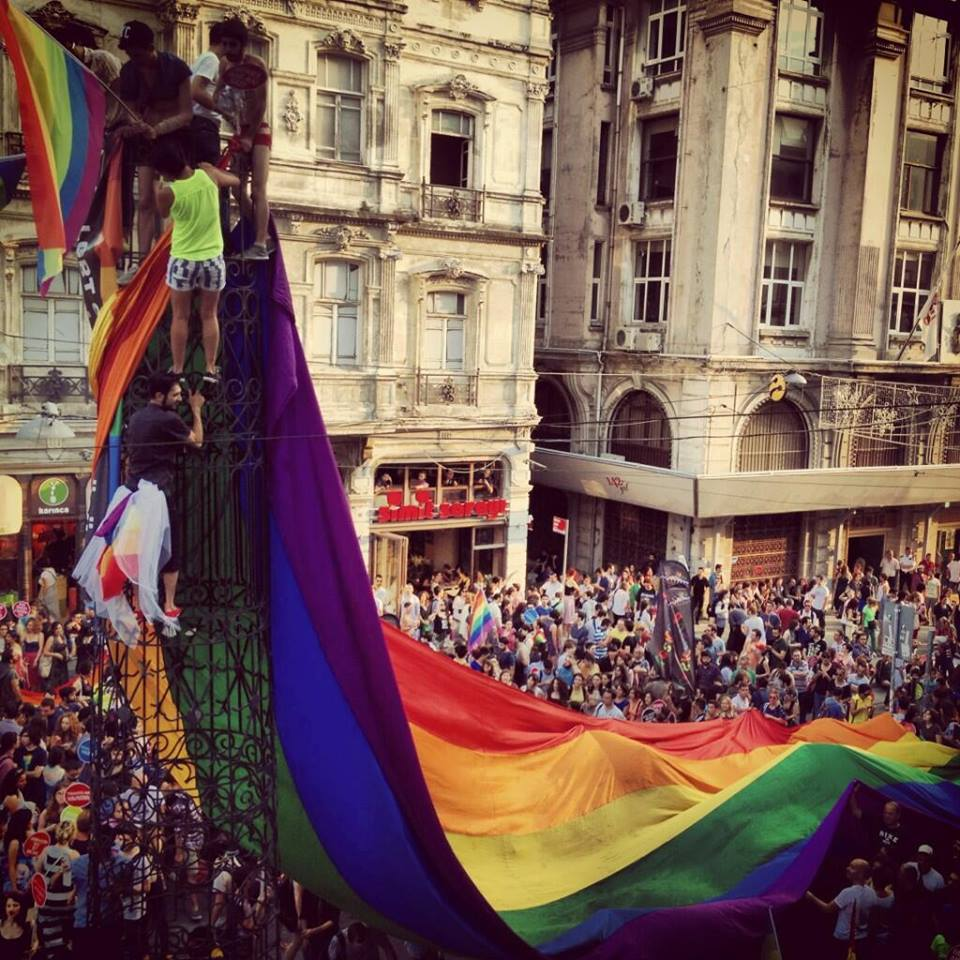
موكب فخر المثليين في إسطنبول عام 2013، شارع الاستقلال بإسطنبول.

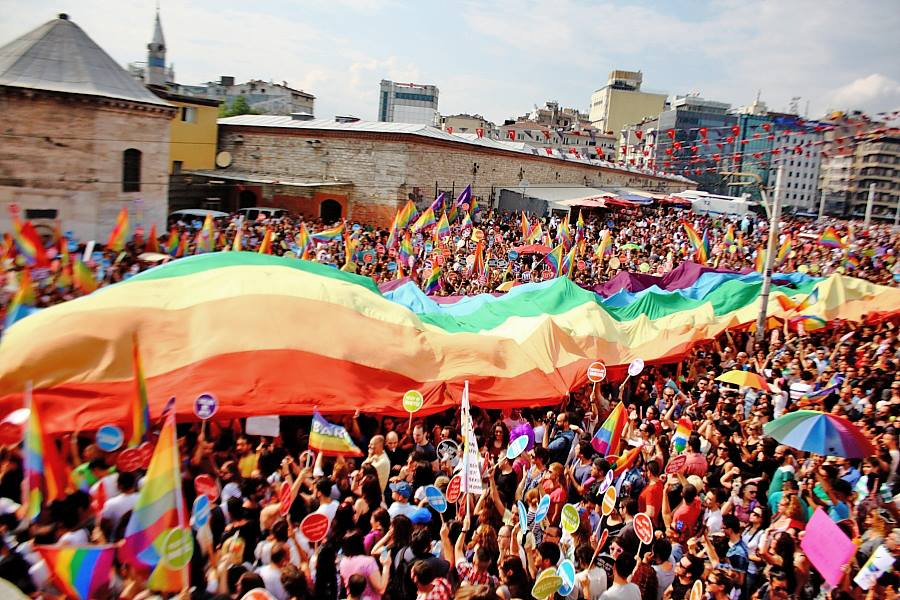
كبرياء إسطنبول

مسيرة فخر إسطنبول (بالتركية: İstanbul Onur Yürüyüşü) هي فخر مسيرة فخر لمثليي الجنس ومجتمع الميم ومظاهرة تقام سنويًا في إسطنبول أكبر مدن تركيا. أقيم الحدث لأول مرة في عام 2003 ويقام الآن كل عام إما في يوم الأحد الأخير من شهر يونيو أو يوم الأحد الأول من شهر يوليو بمناسبة نهاية أسبوع الفخر في إسطنبول. شارك حوالي 30 شخصًا في أول حفل للمثليين في إسطنبول. تضاعفت الأعداد كل عام، لتصل إلى ما يقرب من 5000 شخص بحلول عام 2010. اجتذب تجمع 2011 أكثر من 10 الآف شخص، مما جعل مسيرة فخر إسطنبول أكبر مسيرة من نوعها في العالم الإسلامي. جذبت مسيرة الفخر لعام 2012، التي جرت في 1 يوليو، ما بين 10 آلاف و30 آلاف شخص.
يتجمع المشاركون في ساحة تقسيم قبل السير على طول شارع الاستقلال بالكامل. هذا شارع واسع للمشاة وواحد من أهم الأماكن العامة في إسطنبول ومكان معتاد للبيرم والمهرجانات الإقليمية.
في 30 يونيو 2013، استقطب موكب الفخر ما يقرب من 100 ألف شخص. كما انضم إلى المتظاهرين متظاهرو منتزه غيزي، مما جعل فخر إسطنبول 2013 أكبر فخر في تركيا. استقطبت مسيرة فخر إسطنبول 2014 أكثر من 100 ألف شخص. أشاد الاتحاد الأوروبي بتركيا لسماحها بالمسيرة دون انقطاع. يوم الأحد 29 يونيو 2015، ذكرت رويترز أن الشرطة التركية استخدمت خراطيم المياه لتفريق موكب فخر المثليين.
في عام 2016 تم حظر مسيرة الفخر من قبل الحكومة المحلية. ذكرت الشرطة أن السبب كان «من أجل سلامة مواطنينا، وأولًا وقبل كل شيء المشاركين، ومن أجل النظام العام». كما لم يُسمح لمنظمات المثليين بالإدلاء ببيان صحفي. ادعت محافظة إسطنبول مرة أخرى أنه لن يُسمح بتجمع مجتمع الميم. «ضمن القانون رقم 5442، لم تتم الموافقة على هذا الطلب بسبب الهجمات الإرهابية التي وقعت في بلدنا والمنطقة؛ لأن الأعمال والأحداث الاستفزازية قد تحدث عندما تؤخذ الحساسيات التي ظهرت في المجتمع بعين الاعتبار؛ ولأنها قد تتسبب في زعزعة النظام العام والشعب - بمن فيهم المشاركون في الحدث - بالهدوء والأمن والرفاهية».
في عام 2017، حظر مكتب حاكم إسطنبول مرة أخرى مسيرة فخر المثليين، مشيرًا إلى مخاوف أمنية والنظام العام.
في عام 2018، وللسنة الرابعة على التوالي، حظر مكتب حاكم إسطنبول مرة أخرى موكب مسيرة فخر مجتمع الميم، مشيرًا إلى مخاوف أمنية والنظام العام، لكن تحدى حوالي 1000 شخص هذا الحظر، وقوبلوا بالغاز المسيل للدموع والرصاص المطاطي. تم القبض على 11 مشاركًا.
في عام 2019، حظر مكتب حاكم إسطنبول مرة أخرى موكب فخر المثليين، مشيرًا إلى مخاوف أمنية والنظام العام. بعد ذلك، قام عضو المعارضة بالجمعية الوطنية الكبرى سيزجين تانريكولو من حزب الشعب الجمهوري بتقديم سؤال برلماني إلى نائب رئيس تركيا فؤاد أقطاي يسأل لماذا قام نائب حاكم إسطنبول بحظر مسيرة فخر إسطنبول. كما سأل عن عدد أعضاء مجمتع الميم الذين قُتلوا في الـ17 عامًا الماضية، وهو الوقت الذي حكم فيه حزب العدالة والتنمية الحاكم المدينة، بسبب خطاب الكراهية الاستفزازي، كما أثار العضو مخاوف بشأن التمييز ضد مجتمع الميم. في 29 يونيو، تحدى مئات الأشخاص الحظر، وقوبلوا بالغاز المسيل للدموع والدروع وغاز الفلفل والرصاص البلاستيكي من الشرطة.

## السلطات
موكب فخر إسطنبول غير مدعوم من قبل الحكومة ويتم تنظيمه بدون إذن من البلدية. ومن الأعوام 2016 وحتى 2021 تم حظر مسيرة الفخر من قبل السلطات المحلية.

## المنظمون
منظمات مجتمع الميم. ومؤسسات ومنظمات أخرى.
 

## التأثير السياسي
كان السياسيون الذين انضموا إلى مسيرة فخر إسطنبول أساسًا من أحزاب المعارضة حزب الشعوب الديمقراطي وحزب الشعب الجمهوري، ومن بينهم: فيليز كيريستجيوغلو، وأرطغرل كوركسو، وميلدا أونور، وسري سورييا اوندر، ومحمود تنال، وسيباهات تونجيل الذين دعوا السلطات التركية إلى ضمان الحقوق الأساسية والحريات المدنية لجميع أفراد مجتمع الميم.
في عام 2019، أظهرت العديد من البلديات الخاضعة لسيطرة المعارضة دعمها لمجتمع المثليين على وسائل التواصل الاجتماعي منها: مرسين، وأدرنة، وطرسوس، وإسكي شهر، وإزمير، وبودروم. كما أبدت الحكومات المحلية في إسطنبول مثل أتاشهير وبشكطاش وشيشليو قاضي كوي ومال تبة وكارتال تعاطفهم.

## روابط خارجية
- موقع PrideIstanbul.org نسخة محفوظة 27 ديسمبر 2017 على موقع واي باك مشين.